# Tribunale speciale per la difesa dello stato
Das Tribunale Speciale per la difesa dello Stato (deutsch: Sondergericht zum Schutz des Staates), auch als Tribunale speciale bekannt, war ein Instrument im Dienste der politischen Repression während des Faschismus  und stellte eine von vielen Maßnahmen dar, mit welchen der faschistische Staat unter Mussolini in den ersten Jahren nach dem Marsch auf Rom seine Macht konsolidierte. Es wurde 1926 errichtet und bestand bis zum Sturz Mussolinis im Juli 1943.

## Entstehung
Am 9. November 1926 wurde ein Gesetzesentwurf zum Schutz des Staates im Parlament diskussionslos angenommen. Am 25. November 1926 trat das Gesetz in Kraft.
Es umfasste acht Artikel und sah unter anderem die Einführung der Todesstrafe (Art. 1 und 2) und die Errichtung des Tribunale speciale (Art. 7) als Instrument der Verfolgung politischer und anderer Delikte vor. Mit dem Verbot der antifaschistischen Presse, der Auflösung aller außerhalb des faschistischen Machtbereichs stehenden Parteien und Organisationen, mit der Schaffung des Confino di polizia, mit dem unliebsame politische Gegner in abgelegenen Gegenden ohne Gerichtsurteil interniert werden konnten, und der Errichtung des Sondergerichts, wurde die antifaschistische Repression institutionalisiert.

## Urteile
Das Tribunale speciale fällte von 1927 bis 1943 aufgrund von Denunziationen durch die Geheimpolizei 2780 Gerichtsurteile gegen 5619 Angeklagte (die meisten davon waren Männer), wovon 4596 verurteilt wurden. Die Angeklagten wurden zu insgesamt 27‘752 Jahren Haft verurteilt. Es wurden 42 Todesurteile verhängt, wovon 31 vollstreckt wurden: Neun zwischen 1928 und 1932 und die übrigen 1941 und 1942. Die Opfer der ersten Jahre waren italienische Oppositionelle; zu der zweiten Gruppe gehörten auch jugoslawische Patrioten.

## Präsidenten und Vorsitzende
Die Präsidenten oder Vorsitzende des Tribunale speciale waren: Cesare Bevilacqua, Augusto Ciacci, Giuseppe Conticelli, Guido Cristini, Orlando Freri, Filippo Gauttieri, Mario Griffini, Gaetano Le Metre, Carlo Sanna, Alessandro Saporiti, Giorgio Suppiej, Antonio Tringali Casanova.

## Richter
Die Richter des Tribunale Speciale waren: Alfredo Alfaro, Alessandro Alvisi, Gasparo Barbera, Carlo Bergamaschi, Nello Brogi, Giacomo Buccafurri, Michele Calìa, Pietro Caputi, Mario Carusi, Lussorio Cau, Ferdinando Ciani, Carlo Cisotti, Ugo Colizza, Italo D’Alessandro, Alfredo De Castris, Vittorio De Martini, Giobatta De Martis, Italo Di Pasquale, Eugenio Fioretti, Alberto Galamini, Giovanni Gangemi, Vincenzo Gaudio, Armando Giua, Pietro Lanari, Nicola Leonardi, Nino Mascellari, Mario Mazzetti, Gioacchino Milazzo, Mario Mingoni, Giulio Mucci, Ivo Oliveti, Domenico Ottanelli, Aldo Palmentola, Gaetano Palmeri, Renato Pasqualucci, Emilio Perillo, Adolfo Pifferi, Alberto Piroli, Torello Pompili, Giovanni Presti, Raffaello Radogna, Giuseppe Rambaldi, Gennaro Riccio, Riccardo Rosa Uliana, Renato Rossi, Umberto Rossi, Tommaso Semadini, Giovanni Sgarzi, Vincenzo Torelli, Mario Vedani, Alberto Ventura.

## Auflösung
Mit Dekret vom 29. Juli 1943 wurde das Tribunale speciale aufgelöst.

## Nachkriegszeit
Kein Staatsanwalt, Richter oder Präsident des Tribunale Speciale musste sich später vor Gericht verantworten. Alle profitierten von der großzügigen Amnestieregelung durch Justizminister Palmiro Togliatti vom 22. Juni 1946.

## C.R.O.W.C.A.S.S.
Die Namen von 24 Angehörigen des Tribunale speciale sind im Verzeichnis CROWCASS (1947) der Westalliierten aufgeführt, deren Auslieferung von Jugoslawien wegen Kriegsverbrechen verlangt wurde:
- (Name) ALVISI Alessandro - (C.R. File Number) 307336 - (Rank, Occupation, Unit, Place and Date of Crime) Consul, Judge of Special Tribunal for defense of State, Rom (It.) 4.41-9.43 - (Reason wanted) Murder - (Wanted by) Yugo.[14]
- CISOTTI Carlo - 307286 - General-Consul, Judge of Special Tribunale for defense of State, Rom (It.), 4.41-9.43 - Murder - Yugo.[15]
- COLIZZA Ugo - 307289 - General-Consul, Judge of Special Tribunal for defense of State, Rom (It.) 4.41-9.43 - Murder - Yugo.[16]
- D’ALESSANDRO Italo - 307337 - General-Consul, Special Tribunal for Defense of State, Rom (It.), 4.41-9.43 - Murder - Yugo.[16]
- GANGEMI Giovanni - 307296 - General-Consul, Judge of Special Tribunal for defense of State Rom (It.) 4.41-9.43 - Murder - Yugo.[17]
- GAUTTIERI Filippo - 195622 - Official, Justizministerium Rom (It.) 41-43 - Torture - Yugo.[17]
- GRIFFINI Mario - 307338 - General-Consul, Court President of Special Tribunal for defense of State, Rom (It.) 4.41-9.43 - Murder - Yugo.[18]
- LANARI Pietro - 307299 - Prosecutor, (Military) Judge, Correspondent of Special Tribunal for defence of State, Rom (It.) 4.41-9.43 - Murder - Yugo.[18]
- LE METRE Gaetano - 195624 - Official, Justizministerium, Rom (It.) 41-43 - Torture - Yugo.[18]
- LEONARDI Nicola - 30730? - Consul, Judge of Special Tribunal for defense of State Rom (It.) 4.41-9.43 - Murder - Yugo.[19]
- MILAZZO Gioacchino - 307339 - Proff. Doct. Prosecutor, Judge, Special Tribunal for defense of State, Rom (It.) 4.41-9.43 - Murder - Yugo.[20]
- MINGONI Mario - 307307 - Consul. Judge of Special Tribunal for defense of State, Rom (It.) 4.41-9.43 - Murder - Yugo.[20]
- PALMENTOLA Aldo - 307315 - General Consul Judge of Special Tribunal for defense of State Rom (It.) 4.41-9.43 - Murder - Yugo.[21]
- PALMERI Gaetano - 307316 - General Consul Judge, Special Tribunal for defense of State Rom (It.) 4.41-9.43 - Murder - Yugo.[21]
- PASQUALUCCI Renato - 307318 - General Consul, Judge of Special Tribunal for defense of State Rom (It.) 4.41-9.43 - Murder - Yugo.[21]
- PERILLO Emilio - 307319 - Consul, Judge, Special Tribunal for defense of State, Rom (It.) 4.41-9.43 - Murder - Yugo.[21]
- POMPILI Torello - 307320 - Consul,  Judge of Special Tribunal for defense of State, Rom (It.) 4.41-9.43 - Murder - Yugo.[22]
- PRESTI Giovanni - 307321 - Prosecutor (Military), Special Tribunal for defense of State, Rom (It.) 4.41-9.43 - Murder - Yugo.[22]
- RICCIO Gennaro - 306340 - Consul, Judge of Special Tribunal for defense of State, Rom (It.) 4.41-9.43 - Murder - Yugo.[22]
- ROSA-ULIANA Riccardo - 307323 - Consul-Judge of Special Tribunal for defense of State  Rom (It.) 4.41-9.43 - Murder - Yugo.[23]
- ROSSI Umberto - 307324 - General-Consul, Judge of Special Tribunal for defense of State Rom (It.) 4.41-9.43 - Murder - Yugo.[22]
- SUPPIEJ Giorgio - 307341 - General-Consul, President, Judge of Special Tribunal for defense of State, Rom (It.) 4.41-9.43 - Murder - Yugo.[24]
- Tringali-Casanuova Antonio - 195627 - Official, Justizministerium, Rom (It.) 41-43 - Torture - Yugo.[25]
- VEDANI Mario - 307331 - General Consul, Judge, Special Tribunal for defense of State Rom (It.) 4.41-9.43 - Murder - Yugo.[21]